# Tercer festival de la Nueva Canción Latinoamericana
Tercer festival de la Nueva Canción Latinoamericana es un álbum en directo doble lanzado en México en 1984, interpretado por los músicos hispanoamericanos tales como León Gieco, Luis Eduardo Aute, Inti-Illimani, Los Folkloristas, Gabino Palomares, Noel Nicola, Tania Libertad, Vicente Feliú, Silvio Rodríguez, Quinteto Tiempo y Luis Enrique Mejía Godoy. Fue grabado en el evento que lleva su nombre, realizado en el Coliseo J. C. Hidalgo en Quito, Ecuador, en julio del mismo año.
El álbum tuvo el respaldo del Comité Internacional de la Nueva Canción, con sede en México, y fue auspiciado por la Casa de la Cultura Ecuatoriana.

## Lista de canciones
| Lado A |                         |                           |                   |          |  |
| N.º    | Título                  | Escritor(es)              | Intérprete        | Duración |  |
| 1.     | «Sólo le pido a Dios»   | León Gieco                | León Gieco        | 4:14     |  |
| 2.     | «La voz»                | Felo                      | Grupo Raíz        | 3:45     |  |
| 3.     | «Canción de la crítica» | Luis Eduardo Aute         | Luis Eduardo Aute | 4:50     |  |
| 4.     | «Eugenia»               | J. Rivas, Adrián Goizueta | Adrián Goizueta   | 5:55     |  |
| 18:44  |                         |                           |                   |          |  |

| Lado B |                                         |                           |                           |          |  |
| N.º    | Título                                  | Escritor(es)              | Intérprete                | Duración |  |
| 1.     | «Unidad»                                | Holly Near, Adrienne Torf | Holly Near, Inti-Illimani | 3:18     |  |
| 2.     | «Nacer de ti»                           | M. Orestes, L. Franco     | Diálogo franco            | 3:44     |  |
| 3.     | «La maldición de Malinche»              | Gabino Palomares          | Los Folkloristas          | 4:50     |  |
| 4.     | «Cuando salgas luna llena»              | Noel Nicola               | Noel Nicola               | 2:38     |  |
| 5.     | «En qué lluvia feliz vivía yo entonces» | G. Mora                   | Pueblo Nuevo              | 3:59     |  |
| 18:29  |                                         |                           |                           |          |  |

| Lado C |                        |                     |                      |          |  |
| N.º    | Título                 | Escritor(es)        | Intérprete           | Duración |  |
| 1.     | «Mercado de Testaccio» | Horacio Salinas     | Inti-Illimani        | 3:04     |  |
| 2.     | «Ricardo Semillas»     | A.A.D.D.            | Savia Nueva          | 3:20     |  |
| 3.     | «La niña de Guatemala» | J. Martí, O. Chávez | Óscar Chávez         | 3:30     |  |
| 4.     | «Ven a mi encuentro»   | Victoria Santa Cruz | Tania Libertad       | 3:30     |  |
| 5.     | «El colibrí»           | anónimo             | Caíto, Vicente Feliú | 3:07     |  |
| 16:31  |                        |                     |                      |          |  |

| Lado D |                                   |                          |                          |          |  |
| N.º    | Título                            | Escritor(es)             | Intérprete               | Duración |  |
| 1.     | «Historia de una silla»           | Silvio Rodríguez         | Silvio Rodríguez         | 2:43     |  |
| 2.     | «Biko»                            | Bernice Regan            | Sweet Honey in the Rock  | 2:43     |  |
| 3.     | «Canto para un niño de Aconcagua» | D.R.A.                   | Enrique Males            | 2:54     |  |
| 4.     | «Tío Pedro»                       | D.R.A.                   | Quinteto Tiempo          | 1:35     |  |
| 5.     | «Un son para mi pueblo»           | Luis Enrique Mejía Godoy | Luis Enrique Mejía Godoy | 8:16     |  |
| 18:11  |                                   |                          |                          |          |  |